# سميد
السَّمِيد  أو السَّمِيذ هو أحد منتوجات القمح النقية ، ليس مطحونا تماما وإنما حبيبي ؛ حبيباته بين 0.3 مليمتر إلى 1 مليمتر. هذا النوع من الدقيق الخشن  يستعمل في عمل عجائن مثل البسبوسة وكذلك في صنع بعض الحلويات الأخرى و الأكلات.

## المعلومات الغذائية
يحتوي 100 غرام من السَّمِيد، بحسب وزارة الزراعة الأميركية على المعلومات الغذائية التالية:
- السعرات الحرارية: 601 ك.سعرة
- الدهون: 1.75  غ
- الدهون المشبعة: 0.25  غ
- الكاربوهيدرات: 121.63  غ
- الألياف: 6.5  غ
- البروتينات: 21.18  غ

## وصلات خارجية
- معلومات غذائية عن السميد
- السميد
- حلويات تركية

## الوصفات
- حلويات تركية
- شراب السميد الحلو
- بسيسة الخروب.

## صور

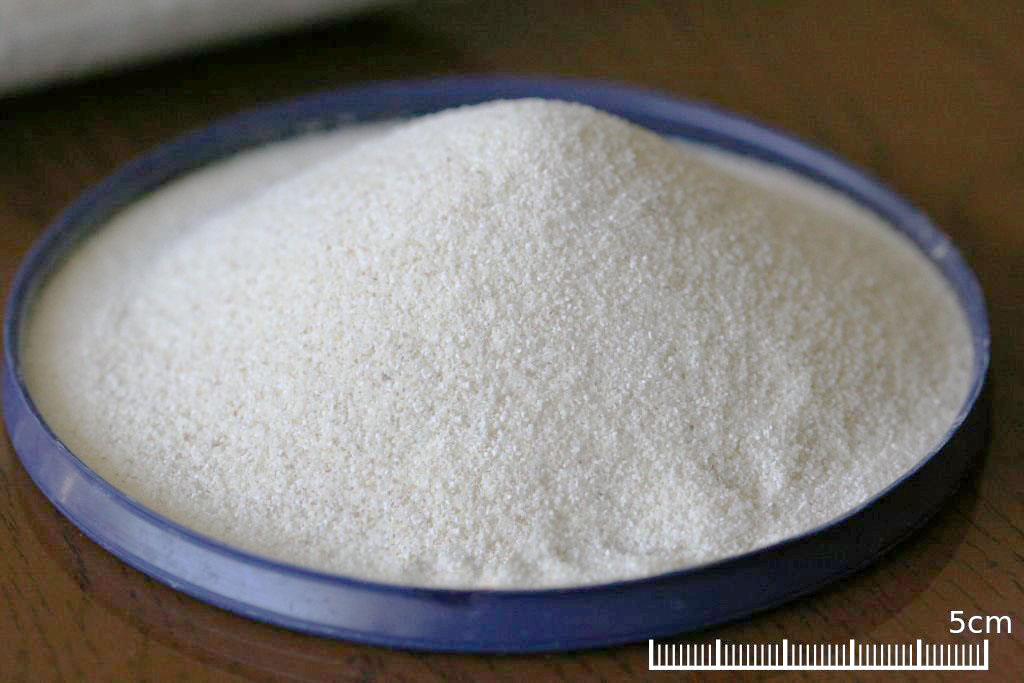
كمية من السَّمِيد
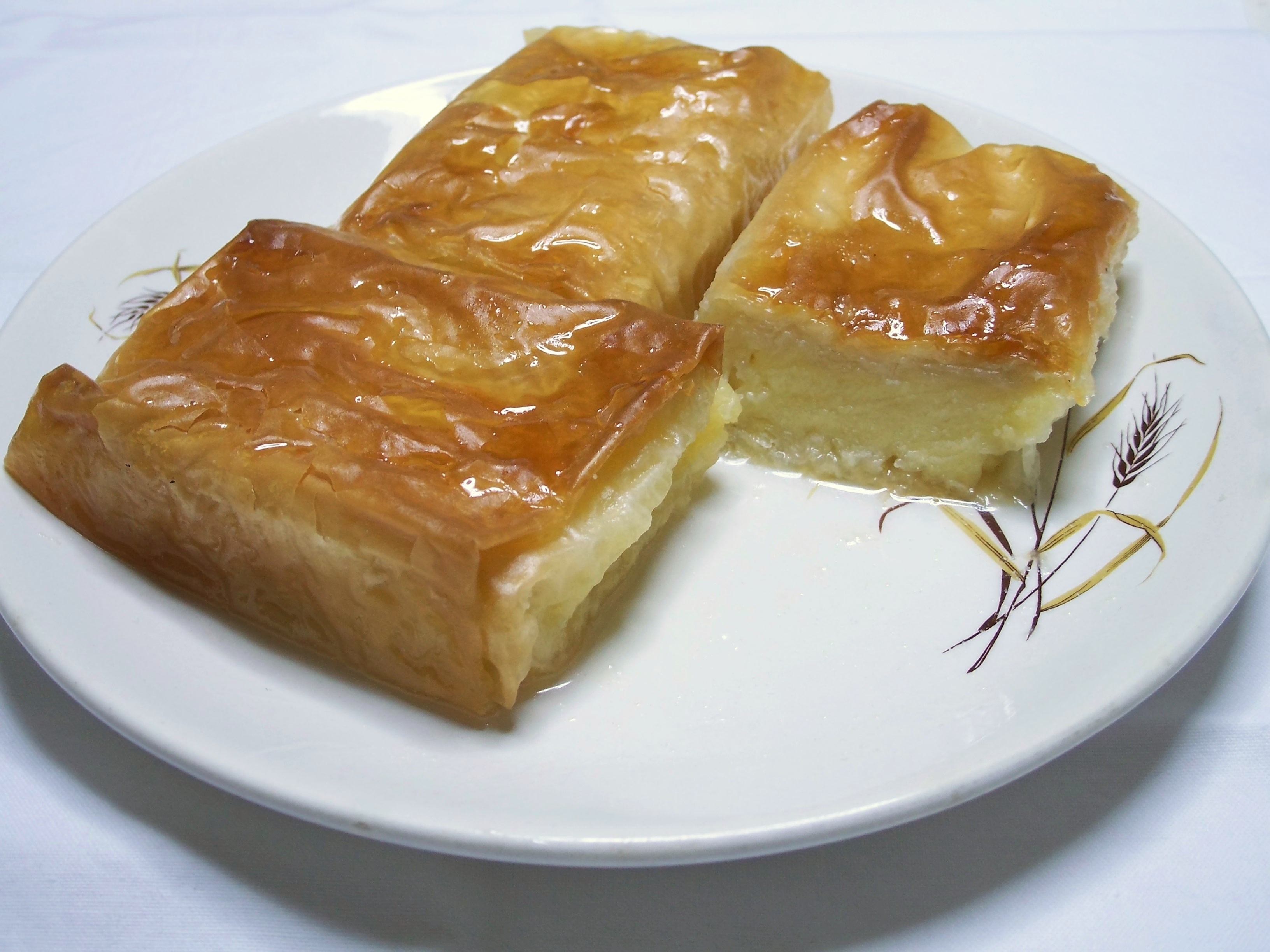
حلوى يونانية مصنوعة من السَّمِيد
وجبة الكسكسي المغاربية تعتمد على السَّمِيد كمكوّن أساسي
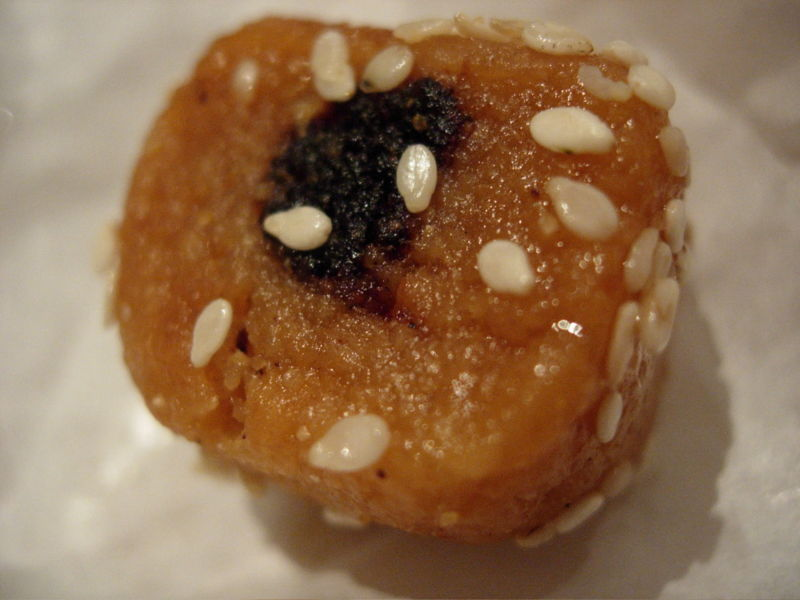
حلوى المقروض مصنوعة من السَّمِيد